# Хорділешть
Хорділешть, Хорділешті (рум. Hordilești) — село у повіті Васлуй в Румунії. Входить до складу комуни Козмешть.
Село розташоване на відстані 279 км на північний схід від Бухареста, 20 км на північний захід від Васлуя, 46 км на південь від Ясс.

## Населення
За даними перепису населення 2002 року у селі проживали 36 осіб, усі — румуни. Усі жителі села рідною мовою назвали румунську.